# Hannes Primus
Hannes Primus (* 1. August 1976 in Klagenfurt; † 7. Mai 2025) war ein österreichischer Politiker (SPÖ). Er war von 2013 bis 2018 Abgeordneter des Kärntner Landtags. Ab 2020 bis zu seinem Tod war er Bürgermeister der Stadt Wolfsberg.

## Leben

### Ausbildung und Beruf
Primus besuchte die Volksschule in Wolfsberg und wechselte danach an die örtliche Hauptschule. Nach einem Jahr an der Handelsakademie in Wolfsberg setzte er seine Ausbildung am Bundesoberstufengymnasium Wolfsberg im naturwissenschaftlichen Zweig fort, wo er 1996 auch die Matura ablegte. Nach der Matura leistete Primus zwischen 1996 und 1997 den Präsenzdienst ab und begann danach im Jahr 1997 ein Studium an der Fachhochschule in Klagenfurt für Telematik/Netzwerktechnik, das er am 24. Juli 2001 mit dem akademischen Grad Diplom-Ingenieur (FH) abschloss. Er arbeitete daraufhin ab 2001 als Projektleiter und Servicemanager bei T-Systems Austria in Graz und wechselte 2005 als Projektleiter zu S&T Austria GmbH in Graz. Danach war er von 2007 bis 2009 Service-Manager für die Region Süd bei der S&T DACH GmbH. Primus arbeitete ab dem 16. November 2009 als IT-Koordinator am LKH Wolfsberg und war KABEG-Projektleiter.

### Politik und Funktionen
Primus wurde im November 2012 mit 96,7 Prozent zum Bezirksparteivorsitzenden der SPÖ-Wolfsberg gewählt. Er war Mitglied des Gemeinderates der Stadtgemeinde Wolfsberg und wurde zu Beginn des Jahres 2013 als Nummer drei der SPÖ-Landesliste präsentiert, zudem kandidierte er auf dem dritten Platz im Landtagswahlkreis Kärnten Ost. Primus wurde am 28. März 2013 als Landtagsabgeordneter angelobt, wobei er Mitglied des Ausschusses für Finanzen, Wohnbau und Gemeinden sowie Mitglied des Ausschusses für Jagd, Tierschutz, Natur-, National- und Biosphärenpark war.
2020 folgte er Hans-Peter Schlagholz als Bürgermeister von Wolfsberg nach.

### Privates
Primus war verheiratet und Vater von zwei Töchtern und einem Sohn. Er lebte in Schilting. Im März 2024 hatte Primus bekanntgegeben, dass er an einer „seltenen Blutkrankheit“ leide, die durch einen Zufallsbefund diagnostiziert wurde, weshalb eine Knochenmarkstransplantation und eine Chemotherapie notwendig seien. Dieser Krankheit erlag er am 7. Mai 2025 im Alter von 48 Jahren.